# Красная Криуша (Никифоровский район)
Красная Криуша — село в Никифоровском районе Тамбовской области России. Входит в состав Сабуро-Покровского сельсовета.

## География
Село находится на западе центральной части Тамбовской области, в лесостепной зоне, вблизи истока реки Криуши, к северу от автодороги Р22, на расстоянии примерно 30 километров (по прямой) к востоку-юго-востоку от Дмитриевки, административного центра района. 

### Климат
Климат умеренно континентальный, относительно сухой, с холодной продолжительной зимой и тёплым летом. Средняя температура воздуха самого холодного месяца (января) — −11,5 — −10,5 °C (абсолютный минимум — −39 °C); самого тёплого месяца (июля) — 19,5 — 20,5 °C (абсолютный максимум — 40 °С). Период с положительной температурой выше 10 °C длится от 141 до 154 дней. Среднегодовое количество атмосферных осадков составляет около 450—500 мм. Продолжительность залегания снежного покрова составляет в среднем 135 дней.

### Часовой пояс
Село Красная Криуша, как и вся Тамбовская область, находится в часовой зоне МСК (московское время). Смещение применяемого времени относительно UTC составляет +3:00.

## Население
| 2002 | 2010 |
| ---- | ---- |
| 107  | ↘69  |

### Национальный состав
Согласно результатам переписи 2002 года, в национальной структуре населения русские составляли 98 % из 107 чел.

## Инфраструктура
В селе находятся школа и библиотека.

## Достопримечательности
Обелиск Солдат с девочкой.